# Monumento Natural da Pedreira do Campo, do Figueiral e Prainha
O Monumento Natural da Pedreira do Campo, do Figueiral e Prainha localiza-se na freguesia da Vila do Porto, concelho da Vila do Porto, na ilha de Santa Maria, nos Açores.
É fruto da reclassificação da Reserva Natural Regional do Figueiral e Prainha e do Monumento Natural Regional do lugar da Pedreira do Campo, nos termos do Art. 11º do Decreto Legislativo Regional nº 47/2008/A de 7 de Novembro de 2008. Ratificam-se nesse diploma, os critérios e objetivos que nortearam a criação da Reserva e do Monumento, a saber:
- A preservação e protecção de um património geológico e paleontológico singular nos contextos internacional, nacional, regional e local;
- A preservação e promoção da singularidade e importância para a história geológica e vulcanológica do Atlântico NE;
- A preservação e promoção da importância para o estabelecimento de correlações estratigráficas inter-macaronésias e entre a Macaronésia e os continentes europeu e africano;
- A preservação e promoção da importância para o património cultural, natural e paisagístico;
- A promoção do ordenamento e disciplina das actividades turística e recreativa, de forma a evitar a degradação dos valores naturais, culturais e paisagísticos do local, possibilitando o exercício de actividades de lazer compatíveis com a sensibilidade dos valores em presença;
- A salvaguarda do carácter natural, paisagístico e cultural único, possibilitando um incremento de actividades de carácter educativo e interpretativo, principalmente para benefício da população local e para divulgação dos valores encerrados na área protegida.

A chamada "Pedreira do Campo" localiza-se a oeste do Pico do Facho, numa área com as dimensões aproximadas de 200 metros de extensão por 20 metros de largura. Nela podem ser observados depósitos estratificados de rochas sedimentares com fósseis (bioclastos), e de rochas vulcânicas (piroclastos) submarinas, únicos no arquipélago. Estes depósitos - onde se destacam travesseiros de lava e fósseis - são testemunhos das atividades vulcânicas que, em eras geológicas, deram origem à ilha, há cerca de 5 milhões de anos antes do presente.
O estudo da área, marcada por fendas e túneis (furnas), de que é exemplo a chamada "Gruta do Figueiral", é um valioso contributo para a estratigrafia e paleogeografia da Macaronésia, assim como permite compará-las com as dos continentes Europeu e Africano, permitindo uma compreensão alargadas da história geológica da região Nordeste do Atlântico e da colonização das ilhas da Macaronésia pelas diversas espécies.
Complementarmente, a morfologia da área do monumento ilustra o fenómeno da erosão marinha que modelou a costa ocidental da ilha de Santa Maria. Em termos de espécies biológicas vegetais, destacam-se a presença de exemplares de Myrica faya, Myrtus communis e Scabiosa nitens, esta última endémica. As aves estão representadas pelas espécies Buteo buteo rothschildi, Columba livia atlantis, Carduelis chloris aurantiiventris e Serinus canaria.